# Knebelit
Knebelit är ett svartgrönt eller grågrönt vattenhaltigt och järnrikt mangansilikat, (Fe,Mn)2SiO4, (övergångsmineral mellan fayalit Fe2SiO4 och tefroit Mn2SiO4) och som förekommer i Australien, Kanada, Kina, Japan, Ryssland, Slovakien, Sydafrika, USA och Sverige (flera lokaler i Svealand, främst i Bergslagen) Den har använts som manganrikt beskickningsämne vid masugnsdriften och har även kallats "igelströmit"..